# 沖縄県道207号川平高屋線

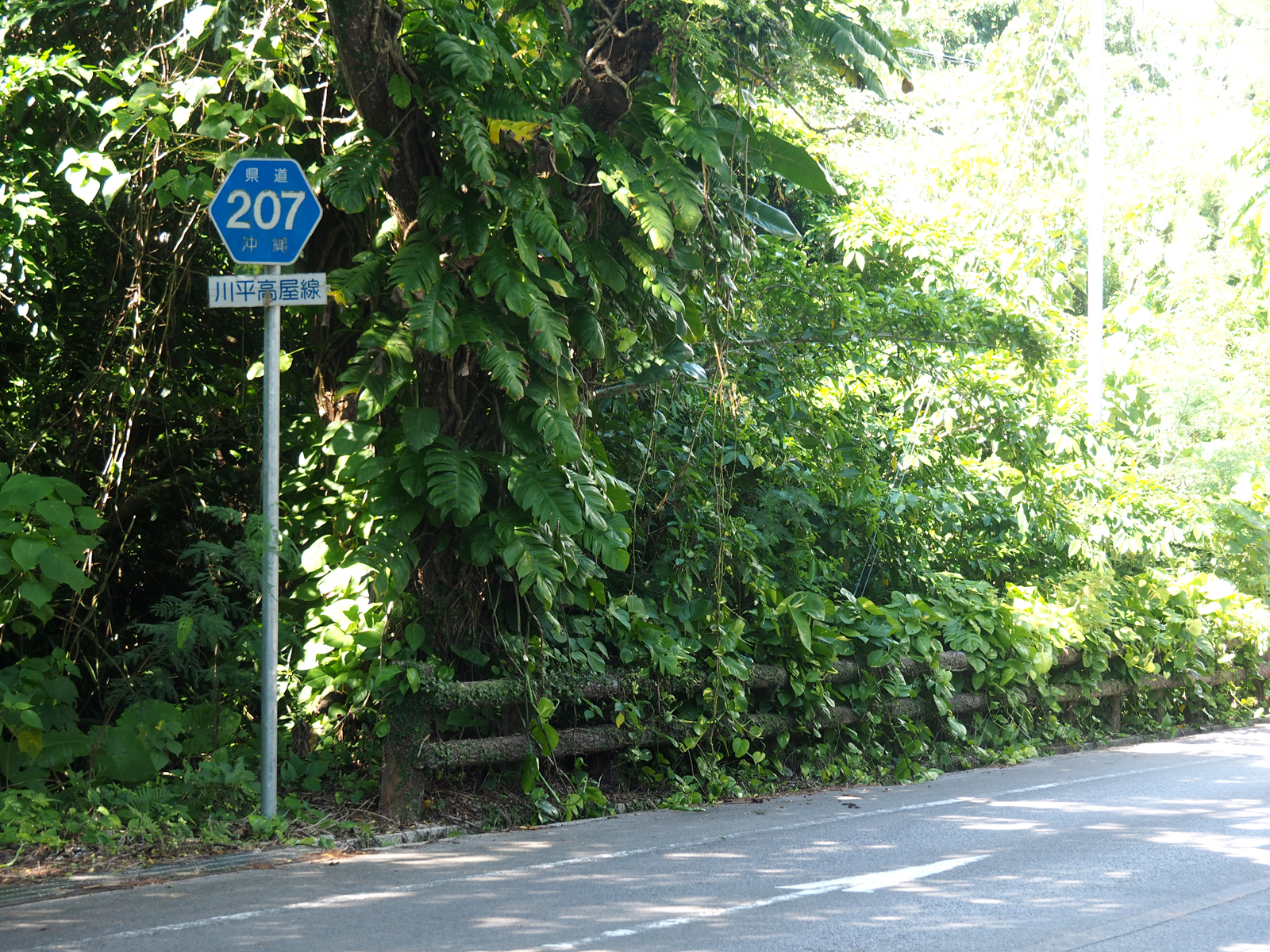
沖縄県道207号川平高屋線

沖縄県道207号川平高屋線（おきなわけんどう207ごう かびらたかやせん）は沖縄県石垣市川平と川平高屋とを結ぶ一般県道。

## 概要

### 区間
- 起点：石垣市字川平
- 終点：石垣市字川平高屋（沖縄県道79号石垣港伊原間線）
- 総延長：2.73km（2009年）
- 実延長：1.78km（2009年）

### 通過自治体
- 石垣市（石垣島）

### 交差・重複路線
- 沖縄県道79号石垣港伊原間線（終点）

### 主要施設
- 川平郵便局（石垣市川平）

## 歴史・特徴
- 1953年（昭和28年）に琉球政府道石垣川平線として指定。1972年（昭和47年）の本土復帰でそのまま県道となった。
- 1976年（昭和51年）、石垣川平線の大部分である石垣市登野城 - 川平高屋間が川平伊原間線（川平高屋 - 伊原間）と合わせて石垣港伊原間線として主要地方道に昇格したため、現路線名となった。
- 2004年（平成16年）より起点側の延伸工事を行なっていたが、2020年（令和2年）に工事が終了し、全線が開通した。この区間には八重山諸島初の自転車通行空間が設けられている。[1]